# Magdalena Margareta Stenbock
Magdalena Margareta Stenbock, född 19 juni 1744, död 18 juli 1822, var en svensk konstnär och statsfru. Hon var ledamot i Konstakademien.

## Biografi
Magdalena Margareta Stenbock var dotter till vice landshövdingen greve Gustaf Leonard Stenbock och grevinnan Fredrika Eleonora Horn af Ekebyholm, och gifte sig 1761 med generalmajor friherre Erik Julius Cederhielm. Hon var statsfru hos drottning Sofia Magdalena. Hon blev 1774 en av de första sex kvinnor som utnämndes till statsfru, när Gustav III införde den posten vid det svenska hovet. Stenbock var omtyckt av Hedvig Elisabet Charlotta, som beskriver henne som bestämd och energisk, och som 1780 förgäves försökte få henne utnämnd till sin hovmästarinna.
Stenbock var verksam som konstnär. Hon valdes 1795 till hedersledamot i Konstakademien.